# Chrysuronia
Chrysuronia – rodzaj ptaków z podrodziny kolibrów (Trochilinae) w obrębie rodziny kolibrowatych (Trochilidae).

## Rozmieszczenie geograficzne
Rodzaj obejmuje gatunki występujące w Kostaryce, Panamie, Kolumbii, Wenezueli, na Trynidadzie i Tobago, w Gujanie, Surinamie, Gujanie Francuskiej, Brazylii, Ekwadorze, Peru, Boliwii, Paragwaju i Argentynie.

## Morfologia
Długość ciała 8–12,5 cm; masa ciała samców 3–6,8 g, samic 3–6,4 g.

## Systematyka
Rodzaj zdefiniował w 1850 roku francuski zoolog Charles-Lucien Bonaparte w publikacji własnego autorstwa poświęconej przeglądowi rodzajów ptaków. Gatunkiem typowym jest (późniejsze oznaczenie) szmaragdzik złotosterny (Ch. oenone).

### Etymologia
- Chrysuronia: gr. χρυσος khrusos ‘złoto’; ουρα oura ‘ogon’[10].
- Agyrtria: gr. αγυρτρια agurtria ‘kolekcjoner, zbieracz’, od αγειρω ageirō ‘zbierać’[11]. Gatunek typowy (późniejsze oznaczenie): Trochilus versicolor Vieillot, 1818[12].
- Eucephala: gr. ευκεφαλος eukephalos ‘z ładną głową’, od ευ eu ‘ładny’; κεφαλη kephalē ‘głowa’[13]. Gatunek typowy (oznaczenie monotypowe): Trochilus grayi De Lattre & Bourcier, 1846.
- Lepidopyga: łac. lepidus ‘schludny, elegancki, przyjemny’, od lepos, leporis ‘urok’; gr. πυγη pugē ‘kuper’[14]. Gatunek typowy (późniejsze oznaczenie): Trochilus goudoti Bourcier, 1843[15].
- Ulysses: w mitologii greckiej Ulisses (łac. Ulysses, Ulixes) był królem Itaki podczas oblężenia Troi, jego przygody stały się kanwą Odysei Homera[16]. Gatunek typowy (oznaczenie monotypowe): Trochilus grayi De Lattre & Bourcier, 1846.
- Arena: Punta Arenas, Kostaryka, od hiszp. arena ‘piasek’, od łac. arena lub harena ‘piasek’ (por. w mitologii greckiej Arene była córką Ojbalosa, żoną Afareusa, króla Mesenii, i szwagierką Leukipposa)[17]. Gatunek typowy (oznaczenie monotypowe): Arena boucardi Mulsant, 1877.
- Arenella: rodzaj Arena Mulsant & E. Verreaux, 1878; łac. przyrostek zdrabniający -ella[18].

### Podział systematyczny
Do rodzaju należą następujące gatunki:
- Chrysuronia versicolor (Vieillot, 1818) – szmaragdzik modrogłowy
- Chrysuronia goudoti (Bourcier, 1843) – szmaragdzik wspaniały
- Chrysuronia oenone (Lesson, 1832) – szmaragdzik złotosterny
- Chrysuronia boucardi (Mulsant, 1877) – szmaragdzik namorzynowy
- Chrysuronia coeruleogularis (Gould, 1851) – szmaragdzik niebieskogardły
- Chrysuronia lilliae Stone, 1917 – szmaragdzik niebieskobrzuchy
- Chrysuronia humboldtii (Bourcier & Mulsant, 1852) – szmaragdzik kolumbijski
- Chrysuronia grayi (De Lattre & Bourcier, 1846) – szmaragdzik niebieskogłowy
- Chrysuronia brevirostris (Lesson, 1830) – szmaragdzik białogardły
- Chrysuronia leucogaster (J.F. Gmelin, 1788) – szmaragdzik dwubarwny